# De Gilfactor
De Gilfactor was een televisieprogramma van de Evangelische Omroep (EO). In dit programma maken kinderen hun moeder aan het schrikken. Afhankelijk van hoe hard moeder schrikt, gaat er geld naar een goed doel. Het programma wordt gepresenteerd door Klaas van Kruistum.